# Zona de Defensa 1
La Zona de Defensa 1 (Z Def 1) fue una de las cinco zonas de defensa del Ejército Argentino creadas originalmente por el Plan de Capacidades Marco Interno de 1972.

## Historia
El 21 de mayo de 1976, el Comando General del Ejército creó la Zona de Defensa 4 —a cargo del Comando de Institutos Militares— sustraendo de la Zona 1 los partidos de Tres de Febrero, San Martín, Vicente López, San Isidro, Zárate y Campana. Ese mismo día, el Comando ordenó a ambas zonas  [sic] «intensificar gradual y aceleradamente la acción antisubversiva […]».

## Organización
La jurisdicción de la Zona 1 se conformaba por la Capital Federal y una porción de la provincia de Buenos Aires. Hasta 1980, comprendió también la provincia de La Pampa, que pasó al IV Cuerpo de Ejército. La Zona 1 se subdividía en siete subzonas y 31 áreas, donde vivían un número de 11 502 200 habitantes.
La Zona 1 se organizaba en:
- el Comando (Cdo Z Def 1), a cargo del Comando del I Cuerpo con sede en el Cuartel Palermo;
- la Subzona Capital Federal (a cargo del segundo comandante del I Cuerpo;[7]
- la Subzona 11, a cargo del Comando de la X Brigada de Infantería Mecanizada, con sede en la Guarnición Militar La Plata;[8]
- la Subzona 12, dirigido por el Comando de la I Brigada de Caballería Blindada, con sede en la Guarnición Militar Tandil;[9]
- la Subzona 13, a cargo de la Jefatura del Grupo de Artillería 101, con sede en la Guarnición Militar Junin;[10]
- la Subzona 14, de la Jefatura del Departamento de Exploración de Caballería Blindada 101, con sede en la Guarnición Militar La Pampa;[11]
- la Subzona 15, a cargo de la Jefatura de la Agrupación de Artillería de Defensa Aérea 601, con sede en la Guarnición Militar Mar del Plata;[12]
- y la Subzona 16, conducida por la Jefatura de la I Brigada Aérea con sede en la Guarnición Aérea El Palomar.[13]

## Comandantes
Los comandantes de la Zona 1 fueron:
- General de división Rodolfo Eugenio Cánepa (1975-1976)
- General de división Carlos Guillermo Suárez Mason (1976-1979)
- General de división Leopoldo Fortunato Galtieri (1979-1980)
- General de división José Montes (1980-1980)
- General de división Antonio Domingo Bussi (1980-1981)
- General de división Juan Carlos Ricardo Trimarco (1982-?)